# Lars Haikola

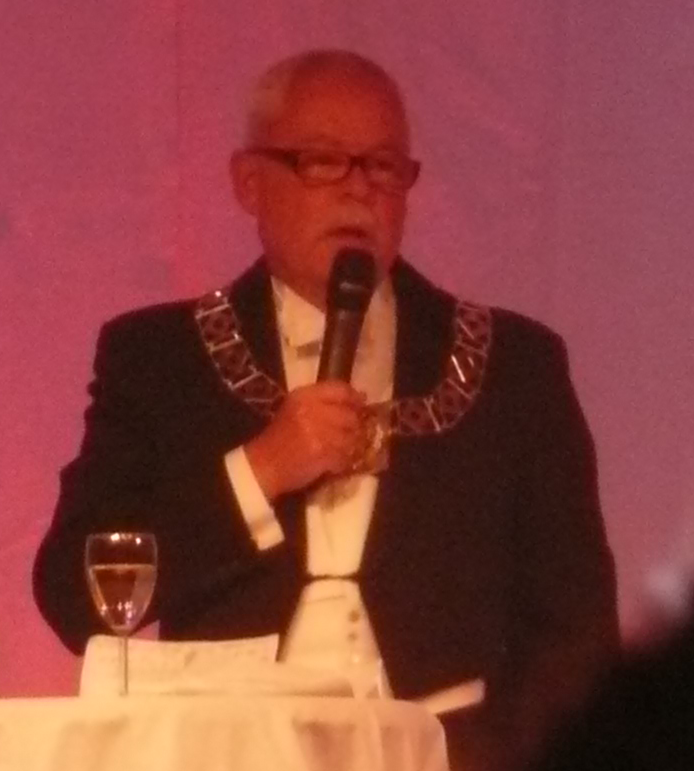
Lars Haikola talar vid installationshögtid för Högskolan i Jönköping 2010

Lars Ture Jaakko Haikola, född 1947 i Lund, är en svensk religionsfilosof, akademisk ledare och före detta universitetskansler (2010–2014), det vill säga chef för Universitetskanslersämbetet.
Lars Haikola disputerade 1977 i religionsfilosofi vid Lunds universitet på en avhandling om filosofen Ludwig Wittgenstein och religiösa språkspel. Han har även forskat kring naturvetenskap och religion. Haikola var doktorandombudsman på Lunds studentkår och fackligt aktiv i SULF. Efter att ha varit prefekt vid teologiska institutionen vid Lunds universitet blev han 1995 rektor för Lärarhögskolan i Malmö, en tjänst han hade till 1998.
Åren 2001-2007 var Haikola rektor för Blekinge tekniska högskola. I juli 2007 blev han rektor för Lunds universitets Campus Helsingborg.
I december 2008 utsåg regeringen Haikola till att leda sammanslagningen av Växjö universitet och Högskolan i Kalmar till Linnéuniversitetet.
Han blev ordförande i den organisationskommitté som hade till uppgift att bland annat besluta om bemanning vid Linnéuniversitetet. Organisationskommittén fungerade som en interimistisk styrelse för Linnéuniversitetet under 2009, inför starten 1 januari 2010.
Haikola utsågs 1 juli 2010 till universitetskansler efter att Anders Flodström avsagt sig uppdraget som en följd av oenighet med regeringen kring ett nytt kvalitets- och utvärderingssystem för högskolan. Han tillträdde som ny chef för Högskoleverket tillika universitetskansler 16 augusti 2010.
Han var ordförande i Östersjöstiftelsen 2008 – 2011 och åter från 2016. Han har också varit ordförande i Längmanska kulturfonden.
Under delar av tiden i Östersjöstiftelsen var han även ordförande i placeringsdelegationen.
Han är sedan 2020 styrelseordförande för Örebro universitet.

## Utmärkelser, ledamotskap och priser
- Ledamot av Vetenskapssocieteten i Lund (LVSL, 1995)[7]